# Detlef Thomaneck
Begründung:  Der Artikel wurde damals mit der Begründung behalten, dass durch die Relevanz der Landespartei auch die Landesvorsitzenden relevant seien. Dies ist allerdings falsch. Landesvorsitzende sind nur dann per se relevant, wenn die Landespartei während ihrer Amtszeit im Landtag vertreten war. Das ist hier nicht der Fall, und auch sonst ist keine Relevanz außerhalb seiner Tätigkeit als Politiker dargestellt. --Mirmok12 (Diskussion) 23:19, 9. Aug. 2025 (CEST)
Detlef Thomaneck (* 30. Juni 1947; † 10. Mai 2022) war ein deutscher Unternehmer, Politiker der FDP und Landesvorsitzender der FDP Mecklenburg-Vorpommern von 1995 bis 1998. Er war ab 1994 Honorarkonsul der Republik Island für Mecklenburg-Vorpommern.

## Leben
Thomaneck war Ingenieur und technischer Direktor im Volkseigenen Betrieb (VEB) Gebäudewirtschaft. Nach der Wende betätigte er sich  unter anderem als Geschäftsführer einer privaten Wohnungsverwaltung in Rostock.
Thomaneck war Mitglied in der Liberal-Demokratischen Partei Deutschlands (LDPD), die 1990 mit der FDP fusionierte. Als medienpolitischer Sprecher der FDP Mecklenburg-Vorpommern war er 1991 eines der 18 Mitglieder des Rundfunkbeirates nach Art. 36 des Einigungsvertrages. Thomaneck war zunächst Geschäftsführer des FDP-Landesverbandes Mecklenburg-Vorpommern und leitete diesen von 1995 bis 1998 als Vorsitzender. Ende Februar 1997 wollte er die FDP Mecklenburg-Vorpommern retten, indem er den CDU-Politiker Peter-Michael Diestel zum Übertritt zur FDP bringen und als Spitzenkandidaten für die Landtagswahl in Mecklenburg-Vorpommern 1998 aufstellen lassen wollte.  Als Landesvorsitzender der FDP Mecklenburg-Vorpommern  war  Thomaneck von 1995 bis 1998 auch Mitglied im FDP-Bundesvorstand.